# Sietje Gravendaal-Tammens
Sietje Gravendaal-Tammens (Kloosterburen, 29 juli 1914 – Winsum, 27 september 2014) was een Nederlands verzetsstrijdster.
Aan het begin van de Tweede Wereldoorlog werkte Tammens als privédocente bij een professorengezin in Groningen. Vanaf 1942 werd ze actief in het verzet en ging ze uit veiligheidsoverwegingen werken op een BLO-school en elders in de stad wonen. Haar verzetswerk begon met het onderbrengen van Joodse kinderen van haar school bij boerengezinnen, maar haar activiteiten breidden zich gestaag uit en vanaf zomer 1942 kreeg ze de leiding over een verzetsgroep in Groningen. Deze naamloze groep verzorgde het onderbrengen van onderduikers en de distributie van bonkaarten. Daarbij legde Tammens contact met meerdere andere verzetsgroepen, waarmee zij ging samenwerken: de Groep-Radersma, Tjeert Pannekoek van een Trouw-groep, de Groep-Te Lindert, de Groep-Bedum en de Groep-De Groot. Door de toenemende organisatiegraad van het verzet ontstond de behoefte aan regelmatig overleg door de vertegenwoordigers van de belangrijkste verzetsgroepen in Groningen. Hiervoor werd het Provinciale Comité in het leven geroepen, het PC, kortweg de Top genoemd. Tammens was het enige vrouwelijke lid van deze Top, die zich bezig hield met de coördinatie van het verzetswerk en acties. Zo zijn ook op initiatief van de Top de NSB-politiechefs Anne Jannes Elsinga en Jannes Luitje Keijer geliquideerd. Beide liquidaties hebben geleid tot Silbertanne represailles, waarbij dertien mannen werden vermoord en honderdzesentachtig mannen werden opgepakt en uiteindelijk getransporteerd naar concentratiekampen in Duitsland, van wie er velen de oorlog niet overleefden.
Zelf kwam Tammens in gevaar toen de Top haar collaborerende collega Prenger beschouwde als een bedreiging voor het verzet. Prenger werd in opdracht van de Top door twee medewerkers van de Groninger knokploeg neergeschoten, maar hij overleefde de aanslag. Tammes werd aangegeven als mogelijk betrokken bij deze aanslag, maar door een infiltrant op tijd van deze beschuldiging op de hoogte gebracht zodat ze kon onderduiken in Friesland, vanwaaruit zij als koerierster regelmatig bonnen naar Amsterdam bracht. In de zomer van 1944 werd Tammens met dertig andere verzetsmensen door verraad in Amsterdam opgepakt en op transport naar Kamp Vught gezet, waar ze aanvankelijk niet wisten te maken te hebben met Tammens die nog steeds werd gezocht in Groningen. Toen dat later wel bekend werd, werd ze naar Groningen gebracht, waar ze werd ondervraagd door de SD-ers Robert Lehnhoff, Ernst Knorr, Jozef Kindel en Bernard Georg Haase. Ze werd door Haasse en Knorr ter dood veroordeeld, maar omdat voor de executie van vrouwen toestemming nodig was uit Berlijn en er door Dolle Dinsdag verwarring ontstond over het einde van de oorlog, werd ze naar een krijgsgevangenenkamp op Borkum gestuurd. Hier bleef ze tot het einde van de oorlog. In mei 1945 keerde ze terug naar Groningen.
Na de oorlog vertrok Tammens naar Curaçao om als directeur op een school in het speciaal onderwijs te werken tot haar pensioen op 50-jarige leeftijd. Daarna keerde zij terug naar Groningen, waar zij op latere leeftijd trouwde met de weduwnaar Cees Gravendaal die ze op Curaçao had leren kennen.
Ze vertelde in haar latere jaren nog geregeld in de media over de oorlog en het verzetswerk "omdat ik duidelijk wil maken waarom ik het verzetswerk heb gedaan: vanwege het onrecht dat mensen elkaar aan kunnen doen" en "om de fakkel van de strijd tegen onrecht en discriminatie door te geven aan de jeugd".
Na de oorlog werd aan haar het Verzetsherdenkingskruis toegekend.
Siet Tammens overleed twee maanden na haar 100e verjaardag.